# 広瀬晏夕
広瀬 晏夕（ひろせ あんゆ、1998年〈平成10年〉11月9日 - ）は、日本の歌手、女優、モデル、レースクイーン、RIZINガール2020のメンバーである
。静岡県沼津市出身。女性アイドルグループ「東京パフォーマンスドール」の元メンバー。旧芸名は小林 晏夕（こばやし あんゆ）。

## 略歴

### 東京パフォーマンスドール時代
10歳の頃からキッズモデルとして活動した後、2013年、約17年ぶりに再始動する新生東京パフォーマンスドールのメンバーの1人に全国8,800人の応募者の中から選出され、同年6月にステージデビュー。
2015年には富永美杜（kolme）・溝呂木世蘭（当時Cheeky Parade）と共に『@JAM EXPO 2015』の公式ナビゲーターユニット「晏美蘭」（あんみらん）として活動。オリジナル曲「girls@party」を歌い、同年8月1日 - 2日のTOKYO IDOL FESTIVALでもパフォーマンスを行った。

### モデル・レースクイーンへ
2018年4月19日に東京パフォーマンスドールを卒業した後、2020年、広瀬晏夕に改名し芸能活動再開。同年6月、『RIZINガールオーディション2020』に参加し予選B組1位で通過。RIZINガール2020として活動。
2021年3月、アクセル有限会社の「MP」イメージガール及びSUPER GT・GT300クラスに参戦する21号車『Hitotsuyama Audi R8 LMS』（Audi Team Hitotsuyama）を応援するレースクイーンとして活動することを発表。
2021年3月31日、静岡県沼津市「燦々ぬまづ大賞特別賞」を受賞。同年7月4日、日本レースクイーン大賞2021新人グランプリで「東京中日スポーツ新人賞」を受賞。東京中日スポーツの親善大使に任命される。
同年7月31日、清水エスパルス広報部公式アンバサダーに就任し、グッズ等のクラブPR活動を行う。同10月9日、サンケイスポーツ主催の『サンスポレースクイーンAWARD』で3代目グランプリを受賞。
2022年2月20日、『やべっちスタジアム』（DAZN）新コーナー特派員となる。同年3月7日、SUPER GT300クラス・PACIFIC CARGUY Racingの2022Pacific Fairiesのメンバーとなる。更に「raffinee Lady」としてスーパー耐久ST-3クラスに参戦する25号車『TEAM ZEROONE』のレースクイーンも担当する他、格闘技イベント『RISE』のラウンドガールに当たる「R-1SE Force」メンバーも務める。
2022年9月25日、『日本レースクイーン大賞2022』のコスチュームグランプリにraffinee Ladyが選ばれたことが発表された。更に同日には、東京オートサロンイメージガール『A-class』の2023年度メンバーに選出。静岡県出身者初のA-classメンバーとしてオートサロン初参加を果たした。
2023年も引き続きraffinee Ladyとして活動する傍ら、SUPER GTの『LEON RACING LADY』も担当。2024年1月13日に発表された『日本レースクイーン大賞2023』ではレースクイーン大賞5名の中に入った他、冠スポンサーの「メディバンネップリ賞」も受賞した。
2024年はサーキット・アテンダント『ARTA GALS』として活動。A-classやraffinee Ladyで共働した藤井マリーからバトンを受け継ぐ形となる。
2024年5月に2024年K-1ガールズの就任が発表され、国内主要3団体のガールズを制覇する。

## 人物
- 趣味：スポーツ観戦、映画鑑賞、音楽鑑賞、自分磨き[1]
- 特技：歌って踊ること[1]

## 出演
- 2016年「ひんやりジョージア」応援QUEEN[30][31]
- やべっちスタジアム DAZN[16]
- 2023年1月13日 - 15日「東京オートサロン2023」イメージガール“A-class”[22]
- 2023年10月26日 - 11月5日「JAPAN MOBILITY SHOW 2023」神風コレクションブース[注 5]
- 2024年1月12日 - 14日「東京オートサロン2024」FIEVILLEブース[33]

### レースクイーン
| 年     | カテゴリー   | チーム名                                                    | 他メンバー                                                                                        |
| ------ | ------------ | ----------------------------------------------------------- | ------------------------------------------------------------------------------------------------- |
| 2021年 | SUPER GT     | Audi Team Hitotsuyama 「Audi Team Hitotsuyamaレースクイーン | 清水にな、谷美奈                                                                                  |
| 2022年 | SUPER GT     | PACIFIC CARGUY Racing 「2022Pacific Fairies」               | 名取くるみ、川瀬もえ、益田アンナ、小林ソラ、七瀬なな                                              |
| 2022年 | スーパー耐久 | TEAM ZEROONE「raffinée Lady」                               | 近藤みやび、藤井マリー、さかいゆりや、長坂有紗、RiO、高橋紫微                                     |
| 2023年 | SUPER GT     | K2 R&D LEON RACING 「LEON RACING LADY 2023」                | KAKA、浜嶋りな、森本優香、                                                                        |
| 2023年 | スーパー耐久 | TEAM ZEROONE「raffinée Lady」                               | 藤井マリー、相沢菜々子、央川かこ、辻門アネラ、さかいゆりや、一ノ瀬のこ、一之瀬優香、RiO、高橋紫微 |
| 2024年 | SUPER GT     | ARTA 「ARTA GALS」                                          | 真木しおり、はらことは、木村理恵、一之瀬優香、川瀬もえ                                            |
| 2024年 | スーパー耐久 | TEAM ZEROONE「raffinée Lady」                               | RiO、央川かこ、辻門アネラ、一ノ瀬のこ、一之瀬優香、佐々木美乃里、林れむ                           |

### ラウンドガール
| 年     | 大会名 | ユニット名      | 他メンバー |
| ------ | ------ | --------------- | --- |
| 2020年 | RIZIN  | RIZINガール2020 | 東海林里咲、澤田実架、五十川ちほ、久保田杏奈、佐々木晴花、相沢菜々子 川目百音、川瀬忍、難波小百合、上運天美聖、山口梓、松本梨花、はるま |
| 2022年 | RISE   | R-1SE Force     | 桜りん、高橋凛、大貫彩香、ペピ、宮原華音                                                                                                |
| 2024年 | K-1    | K-1 GIRLS 2024  | うらら、波北果穂、犬嶋英沙、そよん、林れむ、美輪咲月、千鶴梨瑚、佐々木美乃里                                                            |